# Hitoshi Sakurai
Hitoshi Sakurai (jap. 桜井 仁, Sakurai Hitoshi; * 17. November 1967 in Yoichi, Hokkaidō) ist ein ehemaliger japanischer Skispringer.
Am 15. Dezember 1990 gab Sakurai in Sapporo sein Debüt im Skisprung-Weltcup und beendete das Springen auf der Normalschanze auf dem 52. Platz. Am 19. Dezember 1992 gelang ihm auf der gleichen Schanze mit dem 15. Platz sein erster Weltcup-Punkte-Gewinn. Durch diesen einen gewonnenen Punkt belegte er am Ende der Saison 1992/93 den 59. Platz in der Weltcup-Gesamtwertung. In den weiteren Weltcup-Springen blieb er zuvor in der Saison punktlos.
Ab Dezember 1993 startete Sakurai im Skisprung-Continental-Cup und wurde jährlich bis 1999 zu den Weltcup-Springen in Sapporo nominiert. Sakurai gehörte zum Aufgebot für die Olympischen Winterspiele 1994 in Lillehammer, trat dort aber in keinem Wettbewerb an.
Große Erfolge konnte er in den Jahren 1994 bis 1999 nicht mehr erzielen und beendete daraufhin nach der Saison 1998/99 seine aktive Skisprungkarriere.